# 乾隆通宝
乾隆通宝（けんりゅうつうほう、乾隆通寶）は清朝銭と呼ばれるものの一つで、清朝の時代に鋳造・使用された銭貨。
清の6代目皇帝・乾隆帝の乾隆元年（1736年）に鋳造された。背（はい。裏側）には記号のようなものが鋳出されているが、これは清朝銭独特の満州文字であり、この文字で鋳造地が判る。
現存数は多く、『日本貨幣カタログ』の評価は1枚あたり100円から300円である。キログラム単位で叩き売られている事も多い。